# Oragua partitula
Oragua partitula är en insektsart som först beskrevs av Jacobi 1905.  Oragua partitula ingår i släktet Oragua och familjen dvärgstritar. Inga underarter finns listade i Catalogue of Life.